# 揭惠铁路
揭阳至惠来铁路，简称揭惠铁路，又称揭阳疏港铁路，是位于中华人民共和国广东省揭阳市境内的铁路，线路北起梅汕铁路揭阳站，途经揭东区、揭西县、普宁市和惠来县多个镇街，止于汕汕铁路惠来站。线路定位为疏港铁路以及城际铁路，采用动车组列车与货物列车共线运行的模式。全线共设6座客运车站，其中揭阳站、普宁站以及惠来站与既有车站并行同时新设城际场，其余站点均为新建车站。
线路新建正线长88.511公里，同时设有新亨货运联络线连接广梅汕铁路新亨站、揭阳立折线连接揭阳站梅汕场、大南海支线连接新建货运大南海站、大南海通用码头专用线连接揭阳港惠来沿海港区南海作业区通用码头以及中石油广东石化专用线连接中国石油广东石化炼化一体化项目基地。全线采用单线铁路的设计，揭阳至普宁段预留远期复线条件。

## 历史

### 规划
2014年4月29日，广东省揭阳疏港铁路联合筹备组挂牌成立。
2020年1月，揭阳疏港铁路预可研报告通过国铁集团工程设计鉴定中心审查。5月18日，揭阳港疏港铁路可研评审会在北京召开。7月13日，揭惠铁路工程环境影响评价第一次公示，9月4日公示了环境影响报告书征求意见稿，9月22日进行了第三次公示。10月17日，揭阳市生态环境局批复新建揭阳至惠来铁路工程环境影响报告书。10月19日，广东省发展和改革委员会批复新建揭阳至惠来铁路项目可行性研究报告。
2021年1月6日，广东揭惠铁路有限责任公司登记设立，取代广东省揭阳疏港铁路联合筹备组作为揭惠铁路的业主单位。9月22日，广东省交通运输厅批复了新建揭阳至惠来铁路的初步设计。

### 建设
2020年11月17日，揭惠铁路先行开工段——百吉岭隧道动工建设。
2022年10月11日，狮子寨隧道贯通，为揭惠铁路全线首座贯通的隧道。2024年11月12日，作为全线重点性控制工程的新锡隧道贯通。

## 车站及接驳路线
| 路线     | 路线 | 路线 | 车站名称 | 所在区域 | 所在区域   | 启用日期       | 類型   | 连接铁路                                  |
| -------- | ---- | ---- | -------- | -------- | ---------- | -------------- | ------ | ----------------------------------------- |
| 揭惠鐵路 |      |      |          |          |            |                |        |                                           |
|          |      |      | 新亨     | 揭东区   | 新亨镇     | 1995年7月1日   | 货运站 | 广梅汕铁路                                |
|          |      |      | 揭阳     | 揭东区   | 锡场镇     | 2019年10月11日 | 客运站 | 梅汕铁路                                  |
|          |      |      | 霖磐     | 揭东区   | 霖磐镇     | 建设中         | 客运站 |                                           |
|          |      |      | 霖磐     | 揭东区   | 霖磐镇     | 建设中         | 客运站 |                                           |
|          |      |      | 洪阳     | 普宁市   | 洪阳镇     | 建设中         | 客运站 |                                           |
|          |      |      | 普宁北   | 普宁市   | 流沙东街道 | 建设中         | 客运站 |                                           |
|          |      |      | 普宁     | 普宁市   | 流沙南街道 | 2013年12月28日 | 客运站 | 厦深铁路                                  |
|          |      |      | 大南山   | 惠来县   | 惠城镇     | 建设中         | 会让站 |                                           |
|          |      |      | 大南山   | 惠来县   | 惠城镇     | 建设中         | 会让站 |                                           |
|          |      |      | 惠来     | 惠来县   | 东陇镇     | 2023年12月26日 | 客运站 | 汕汕铁路                                  |
|          |      |      | 大南海   | 惠来县   | 东陇镇     | 建设中         | 货运站 | 大南海通用码头专用线 中石油广东石化专用线 |